# Doxocalia katangensis
Doxocalia katangensis är en skalbaggsart som beskrevs av Louis Burgeon 1942. Doxocalia katangensis ingår i släktet Doxocalia och familjen Melolonthidae. Inga underarter finns listade i Catalogue of Life.